# 新北市立清水高級中学
新北市立清水高級中学（しんほくしりつせいずいこうきゅうちゅうがく、英語: New Taipei Municipal Ching Shui High School）は、台湾の新北市に位置する公立学校で、中高一貫教育を行う中学である。略称は清水高中とCSSHである。

## 校史
- 1989年 - 開校。

## 姉妹校
- 広島県立福山明王台高等学校